# Nachtgeschrei
Nachtgeschrei war eine im Frühjahr 2006 gegründete deutsche Gruppe aus Frankfurt am Main, deren Musik dem Mittelalter-Rock beziehungsweise Folk Metal zugeordnet wird.

## Geschichte

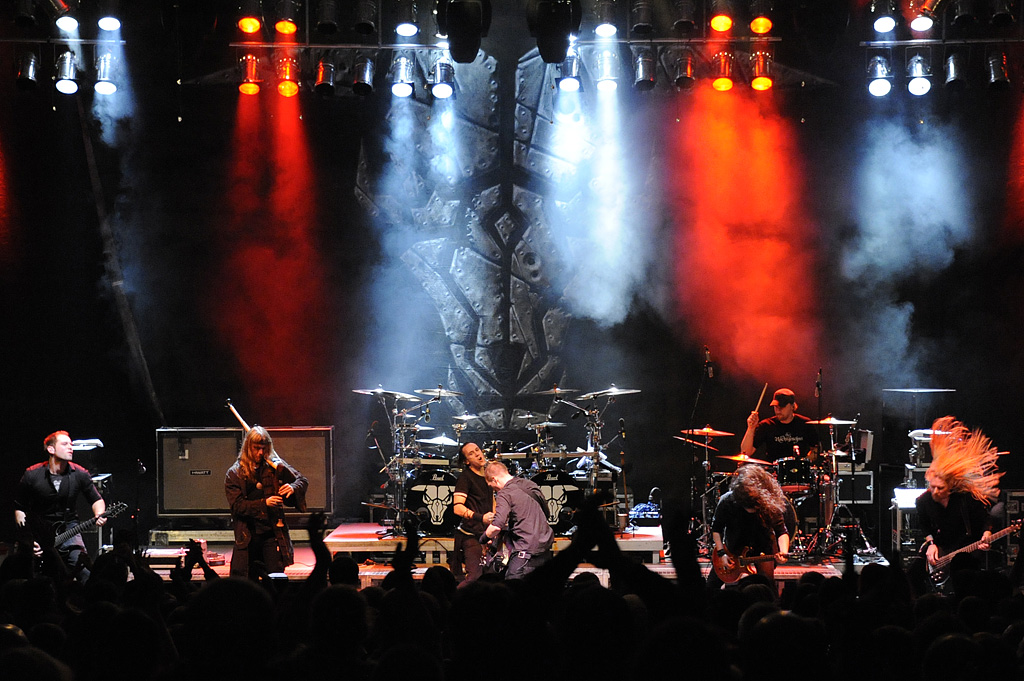
Nachtgeschrei im Amphitheater Hanau, 17. September 2010

Die Band setzte sich unter anderem aus den Mitgliedern der früheren Folk-Rock-Band Black Sheep (Joachim Penc, Dominik Stephan und Sanedin Pepeljak) und der Melodic-Death-Metal-Band Paimon (Oliver Klein, Daniel Arncken und Tilman Scholz) zusammen.
Nach ihrer Gründung veröffentlichten Nachtgeschrei 2006 und 2007 jeweils eine Promo- bzw. Demo-CD, die die Band auf Konzerten und Festivals über ihren eigenen Merchandising-Stand und ihre Homepage Vertrieb. Einige der Songs, die auf den Promo-CDs veröffentlicht worden sind, haben es auch auf das Debüt der Band geschafft, unter anderem Der Meister und Lass mich raus. Seit Nachtgeschrei bei dem Musiklabel Massacre Records unter Vertrag sind, werden die Promos nicht mehr vertrieben.
Am 2. Mai 2008 erschien das Debütalbum Hoffnungsschimmer bei Massacre Records. Die Band und das Album wurde unter anderem in den Zeitschriften Rock Hard (Album bekam 7 von 10 Punkten), Metal Hammer (6 von 7 Punkten), Sonic Seducer, EMP, Legacy, Zillo und dem Gothic-Magazin jeweils in der Mai-Ausgabe vorgestellt.
Am 20. März 2009 veröffentlichte die Band das Album Am Rande der Welt, bei dem der kalifornische Künstler Travis Smith (unter anderem bekannt für seine Arbeiten für Bands wie Opeth, Amorphis, Katatonia u. v. a.) für das Artwork gewonnen werden konnte. Nachtgeschrei waren in der Vergangenheit mit Beiträgen auf einer Reihe Sampler ebenso wie auf der DVD zum Feuertanzfestival 2008 (unter anderen mit Subway to Sally) vertreten. Am 26. November 2010 wurde das Album Ardeo veröffentlicht.
Im Jahr 2011 war Nachtgeschrei auf diversen eigenen Konzerten und Festivals (wie dem Hörnerfest) und als Support für Subway to Sally live zu sehen. Seit ihrer Gründung spielt die Band auch auf Mittelalterfesten wie dem Miroque-Festival oder auf Festivals wie dem Wave-Gotik-Treffen oder dem Rockharz Open Air.
Im April 2012 verließ Sänger Holger Franz die Band aus familiären Gründen. Ersatz fand die Band mit Martin LeMar (bekannt durch die Band Mekong Delta). Im Mai 2012 veröffentlicht die Band im Mai 2012 eine digitale Best-Of.
Anfang 2015 wanderte Joachim Penc nach Neuseeland aus. Ersetzt wurde er durch Lauren Weser, die am 18. April 2015 in München ihren ersten Konzertauftritt hatte. Nachdem man bislang nur im Jahre 2009 mit Niob ein Musikvideo bestehend aus zusammengeschnittenen Live-Impressionen veröffentlicht hatte, wurde am 23. Juli 2015 ein Video zum Song Monster veröffentlicht. Die Albumveröffentlichung von Staub und Schatten folgte am 7. August über das neue Label Oblivion/SPV. Am 3. März 2017 erschien das Album Tiefenrausch. Am 2. Juni 2017 gab die Band bekannt, dass sie sich auflösen wolle, und gab im Frühjahr 2018 die letzten Abschiedskonzerte.

## Stil
Die Band ordnete sich selbst zwischen Folk Metal und Mittelalter-Rock ein, wobei aber keine überlieferten Texte oder Melodien neu arrangiert, sondern teils erzählerische, teils zeitnahe und zeitlose Elemente und Themen in den Texten zu selbst komponierter Musik verarbeitet wurden. Wichtige musikalische Elemente in der Musik von Nachtgeschrei waren Metal- und Rockmusik sowie folkloristische mittelalterliche Instrumentierungen. Die Gruppe trat dabei ausschließlich als Rockband auf – Auftritte mit einem akustischen Programm auf Mittelaltermärkten oder ähnlichen Veranstaltungen gab es nicht.

## Diskografie

### Studioalben
- 2008: Hoffnungsschimmer (CD; Massacre Records) Russland-Vertrieb über Irond.
- 2009: Am Rande der Welt (CD; Massacre Records)
- 2010: Ardeo (CD; Massacre Records)
- 2013: Aus Schwärzester Nacht (CD; Massacre Records)
- 2015: Staub und Schatten (CD; Oblivion / SPV)
- 2017: Tiefenrausch (CD; Oblivion / SPV)

### Singles
- 2013: Sirene (MP3; Massacre Records)

### Kompilationen
- 2012: Eine Erste Kerbe (MP3; Massacre Records) Digitales Best-of Album.

### Demo & Promoaufnahmen
- 2006: Promo 2006 (CD/CDR; Eigenvertrieb)
- 2007: Promo 2007 (CD; Eigenvertrieb)

## Musikvideos
- 2009: Niob
- 2015: Monster
- 2017: Tiefenrausch